# مالکوم ویلر-نیکلسون
سرگرد مالکوم ویلر-نیکلسون (انگلیسی: Malcolm Wheeler-Nicholson; ۷ ژانویهٔ ۱۸۹۰ – ۲۱ سپتامبر ۱۹۶۵) یک کارآفرین، نویسنده، و سرباز اهل ایالات متحده آمریکا بود. او نویسنده  مجلات زرد و از پیشگامان کتاب های کامیک آمریکایی بود و انتشاراتی را تاسیس کرد که صرفا کمیک استریپ های روزنامه ها را بازنشر نمی کرد و از مطالب اصلی تشکیل شده بود. دیوید هادجو، مورخ و نویسنده، ویلر-نیکلسون را به عنوان «واسطه ای بین مجله های زرد و آنچه امروز به نام کمیک میشناسیم» معرفی میکند.
مدت ها پس از خروج وی از انتشاراتی که او تاسیس کرد، یعنی انتشارات متحد ملی، آن انتشارات تبدیل به دی‌سی کامیکس شد که امروزه یکی از دو ناشر بزرگ کتاب های مصور، به همراه رقیب خود مارول کامیکس، است. او در سال ۲۰۰۸ به تالار مشاهیر کامیک بوک ویل آیزنر راه یافت.